# Блинов, Иван Алексеевич
Иван Алексеевич Блинов (1911—1970) — советский военный. Участник Великой Отечественной войны. Герой Советского Союза (1945). Гвардии старший лейтенант.

## Биография
Иван Алексеевич Блинов родился 26 июня 1911 года в селе Шагаро-Петровское Дмитриевского уезда Курской губернии Российской империи (ныне поселок Дмитриевского района Курской области Российской Федерации) в крестьянской семье. Русский. Получив начальное образование, освоил профессию кузнеца. Работал в родном селе, затем на заводе в городе Дмитриев-Льговский. В ряды Рабоче-крестьянской Красной Армии Иван Блинов был призван в 1933 году. Служил на Дальнем Востоке в кавалерийской части в городе Хабаровске. Остался на сверхсрочную службу. В 1937 году окончил полковую школу младших командиров. В 1938 году Иван Алексеевич был уволен в запас. Вернулся в город Дмитриев-Льговский, откуда 25 июня 1941 года был призван Дмитриевским райвоенкоматом в РККА, и направлен на офицерские курсы.
В боях с немецко-фашистскими захватчиками младший лейтенант И. А. Блинов участвовал с сентября 1941 года в составе 11-й кавалерийской дивизии имени Ф. М. Морозова 7-го казачьего кавалерийского корпуса Юго-Западного фронта. В марте 1942 года был ранен. После госпиталя вернулся в свою часть, сражавшуюся на Брянском фронте. С апреля 1942 года Иван Алексеевич участвовал в оборонительных боях под Тулой. В середине января 1943 года корпус, в котором служил И. А. Блинов, вошел в состав Воронежского фронта и принял участие в Острогожско-Россошанской операции. 14 января 1943 года в бою у села Волоконовка Белгородской области младший лейтенант И. А. Блинов, лично уничтожив 9 солдат противника и захватив в качестве трофеев 2 ручных пулемета, взял в плен немецкого офицера с важными документами. 15 января 7-й кавалерийский корпус генерал-майора С. В. Соколова был брошен в прорыв для образования внешнего фронта окружения 8-й итальянской армии. В ходе боевых действий у села Валуйки 19 января 1943 года Иван Алексеевич был ранен, но не оставил поля боя. За отличие в Острогожско-Россошанской операции 7-й кавалерийский корпус был переименован в 6-й гвардейский кавалерийский корпус, а командир сабельного взвода 2-го эскадрона 31-го гвардейского кавалерийского полка 8-й гвардейской кавалерийской дивизии младший лейтенант И. А. Блинов был представлен к ордену Красной Звезды.
В начале февраля 1943 года Иван Алексеевич принимал участие в операции «Звезда», в ходе которой части 6-го гвардейского кавалерийского корпуса, взаимодействуя с 3-й танковой армией, форсировали реку Северский Донец и, освободив город Чугуев, вышли в тыл Харьковской группировки противника, что способствовало освобождению города Харькова другими частями Красной Армии. Во второй половине февраля и до середины марта гвардии лейтенант И. А. Блинов участвовал в третьей битве за Харьков. При отражении немецкого контрнаступления на реке Мжа Иван Алексеевич был тяжело ранен.
В июне 1943 года из госпиталя гвардии лейтенанта Блинова направили в находившийся в резерве Ставки Верховного Главнокомандующего 2-й гвардейский кавалерийский корпус, где его назначили командиром сабельного взвода 9-го гвардейского кавалерийского полка 3-й гвардейской кавалерийской дивизии. 18 июля 1943 года корпус вошел в состав Западного фронта и принял участие в Курской битве. В августе 1943 года корпус был передан Брянскому фронту и до октября 1943 года участвовал в его наступательных операциях. В ходе Брянской операции Иван Алексеевич участвовал в форсировании реки Сож и захвате плацдарма севернее Гомеля. 4 октября 1943 года 2-й гвардейский кавалерийский корпус был подчинен Центральному фронту (с 20 октября 1943 года Белорусский фронт). В составе 65-й армии Белорусского фронта гвардии лейтенант И. А. Блинов принял участие в Гомельско-Речицкой наступательной операции, затем в составе 61-й армии в Калинковичско-Мозырской операции. В апреле 1944 года 2-й гвардейский кавалерийский корпус сражался в составе 2-го Белорусского фронта, а в мае того же года вошел в состав 1-го Белорусского фронта. В его составе Иван Алексеевич принимал участие в Люблин-Брестской и Висло-Одерской операциях, получил очередное воинское звание — старший лейтенант.
10 февраля 1945 года началась Восточно-Померанская операция, в ходе которой войска 1-го Белорусского фронта прорвали Померанский вал. При прорыве обороны противника в районе железнодорожной станции Военбург взвод гвардии старшего лейтенанта И. А. Блинова первым ворвался во вражеские траншеи, уничтожив более 40 немецких солдат и офицеров и ещё 16 взяв в плен. Во время ночного рейда взвод Блинова первым ворвался в город Пелен, уничтожил более 40 солдат противника, захватил 8 автомашин, 2 тягача с зенитными орудиями и три прицепа. Лично старший лейтенант Блинов взял в плен шестерых немцев. В бою за город Польцин (ныне Полчин-Здруй в Польше) взвод Блинова первым ворвался в населенный пункт и захватил железнодорожную станцию, где находилось восемь эшелонов противника с техникой, боеприпасами и продовольствием. В последние месяцы войны Иван Алексеевич участвовал в Берлинской операции. 22 апреля 1945 года он, увлекая за собой своих бойцов, первым форсировал реку Шпрее. В ожесточённом бою за плацдарм на западном берегу реки взвод гвардии старшего лейтенанта Блинова уничтожил до 33 немецких солдат и удержал занимаемые рубежи до подхода основных сил своего эскадрона. 24 апреля 1945 года сабельный взвод Блинова первым ворвался в город Шторков. Войну Иван Алексеевич закончил 3 мая 1945 года на реке Эльба северо-западнее Берлина. 31 мая 1945 года указом Президиума Верховного Совета СССР гвардии старшему лейтенанту Ивану Алексеевичу Блинову было присвоено звание Героя Советского Союза.
После Победы Иван Алексеевич продолжил службу в армии в составе 89-го гвардейского механизированного полка 28-й гвардейской механизированной дивизии Группы Советских войск в Германии командиром мото-механизированной роты. Затем был переведен в Прибалтийский военный округ. В 1948 году И. А. Блинов уволился в запас. Уехал в Хабаровск, где работал начальником автошколы. Затем переехал на Украину в Черниговскую область. Работал кузнецом в колхозе «Коммунар». В последние годы жизни вернулся в Курскую область. Жил в городе Дмитриев-Льговский. 6 апреля 1970 года Иван Алексеевич скончался. Похоронили его на гражданском кладбище города.

## Награды
- Медаль «Золотая Звезда» (31.05.1945);
- орден Ленина (31.05.1945);
- орден Отечественной войны 1 степени (28.05.1945);
- два ордена Красной Звезды (28.04.1943; 02.02.1945);
- медали.

## Память
- Имя Героя Советского Союза И. А. Блинова увековечено на Обелиске боевой и трудовой славы в городе Хабаровске.

## Документы
- Общедоступный электронный банк документов «Подвиг Народа в Великой Отечественной войне 1941—1945 гг.» Архивировано 13 марта 2012 года.

Представление к званию Героя Советского Союза. Архивировано 16 мая 2013 года.
Указ Президиума Верховного Совета СССР о присвоении звания Героя Советского Союза. Архивировано 16 мая 2013 года.
Ходатайство о присвоении звания Героя Советского Союза. Архивировано 16 мая 2013 года.
Орден Отечественной войны 1-й степени (наградной лист и приказ о награждении). Архивировано 16 мая 2013 года.
Орден Красной Звезды (наградной лист и приказ о награждении от 28.04.1943). Архивировано 16 мая 2013 года.
Орден Красной Звезды (наградной лист и приказ о награждении от 02.02.1945). Архивировано 16 мая 2013 года.